# Костры горят далёкие
«Костры горят далёкие» — популярная песня композитора Бориса Мокроусова на стихи Ивана Шамова, написанная в 1951 году. Также встречается название «На лавочке».

## История
Костры горят далёкие,

Луна в реке купается,

А парень с милой девушкой

На лавочке прощается.

Глаза у парня ясные,

Как угольки горящие,

Быть может, не прекрасные,

Но, в общем, подходящие...

Замедлить расставание

Он всей душой старается,

Словечко ищет нежное,

Сидит, сердечный, мается.
Иван Шамов (1918—1965), автор слов песни «Костры горят далёкие», был лётчиком. В 1945 году он закончил авиашколу, затем служил в дивизии, базировавшейся на аэродроме Щучин, расположенном вблизи одноимённого города. 21 августа 1947 года при заходе на посадку у самолёта Ла-7, которым управлял Шамов, отказал двигатель, и самолёт разбился. Шамов провёл несколько месяцев в гродненской больнице, его жизнь удалось спасти, но нижняя часть тела (включая ноги) осталась парализованной. В 1948 году, во время пребывания в больнице, Шамов начал писать стихи; его первое стихотворение было опубликовано в 1949 году. Вскоре Шамова перевели в Москву, в госпиталь имени Н. Н. Бурденко, где ему тщетно пытались помочь ведущие врачи-нейрохирурги. В феврале 1950 года он был выписан из госпиталя. Московские власти выделили лётчику-инвалиду небольшую комнату в коммунальной квартире на Измайловском бульваре, где он поселился вместе с женой Натальей Фёдоровной.
Будучи прикованным к постели, Шамов продолжал писать стихи. В начале 1951 года большую подборку его произведений опубликовал журнал «Советский воин». Примерно в то же самое время композитор Борис Мокроусов получил письмо от военных лётчиков, которые просили его написать песню на стихи Шамова и тем самым поддержать их товарища. Так как телефона у Шамовых не было, Мокроусов известил их письмом о том, что он собирается к ним подъехать вместе со своей женой. Добрались они только поздно вечером, так как долго не могли найти нужный дом. Мокроусов рассказал про письмо лётчиков и про то, что они просили написать «Марш авиации». Композитор добавил, что подходящей музыки для марша у него пока нет, зато есть другая мелодия, для которой можно было бы написать стихи. Наиграв эту мелодию и убедившись, что Шамов её запомнил, Мокроусов сказал: «Вы хорошо, быстро схватили всё. Иван Васильевич, напишите про любовь, про что хотите, но чтобы всё совпадало с мелодией и размером».
По воспоминаниям Натальи Фёдоровны, в ту ночь Шамов долго не мог заснуть, до четырёх часов утра писал разные варианты текста. Первоначальная версия, датированная 3 февраля 1951 года, называлась «Парень прощается». В процессе переписки с Мокроусовым родился окончательный вариант слов песни «Костры горят далёкие» (также встречается другое название — «На лавочке»). В том же году Мокроусов использовал песню в радиоспектакле «Поддубенские частушки» (по мотивам повести Сергея Антонова), в котором её исполнила актриса Вера Васильева. Вскоре после этого её включил свой репертуар певец Владимир Нечаев. Песня быстро стала популярной — её, «в одночасье ставшую шлягером, запела вся страна».

## Отзывы и критика
Музыковед Арнольд Сохор писал, что в лирических песнях Мокроусова, написанных в конце 1940-х и в 1950-х годах, — в том числе в песне «Костры горят далёкие», — на смену «поэтической одухотворённости и сосредоточенности» (присущих, например, «Заветному камню» и «Одинокой гармони») пришла «приятная, но не глубокая чувствительность». По словам Сохора, такие песни Мокроусова, как «Костры горят далёкие», «предельно „безыскуственны“», поскольку в них показано «только обыкновенное, будничное», а их герои «ничем особенным не примечательные, хотя „в общем, подходящие“».
По мнению музыковеда Лианы Гениной, в лирических песнях Мокроусова 1950-х годов присутствует «эстрадный мелодраматизм», а их популярность объясняется тем, что «простота интонационного развития доведена в этих песнях до крайнего минимума». В частности, по словам Гениной, песня «Костры горят далёкие» воспроизводит «„голую“ схему гармошечных наигрышей — схему наиболее элементарных закономерностей гармонического мышления».
Отмечая, что Борис Мокроусов был «одним из главных зачинателей „мирной“ лирической песни послевоенных лет», музыковед Лев Данилевич писал, что порой творчество композитора вызывало споры и «разноречивые оценки», — в частности, это касалось таких песен, как «Костры горят далёкие» и «Мы с тобою не дружили». По мнению Данилевича, несмотря на то, что эти песни не принадлежат к лучшим достижениям советских композиторов, им «нельзя отказать в мелодической свежести и привлекательности».
Поэт Сергей Смирнов в предисловии к вышедшему в 1964 году сборнику стихов Шамова «Всегда в полёте» писал, что во всех концах Советского Союза «звучит лукавая лирическая песенка о том, как „горят костры далёкие“, светит луна, а „парень с милой девушкой на лавочке прощается“». По словам Смирнова, эту песню можно услышать и в городах, и в деревнях, и в поездах, и на пароходах, а поют её потому, что «это песня о радости жизни, о красоте чувств человеческих, о самом заветном и неувядаемом на земле — о любви».

## Исполнители
За свою историю, начиная с первых исполнений Веры Васильевой (в радиоспектакле «Поддубенские частушки») и Владимира Нечаева, песня «Горят костры далёкие» входила в репертуар многих известных певцов и певиц, таких как Тамара Кравцова, Ольга Воронец, Валентина Толкунова, Ренат Ибрагимов, Леонид Серебренников и Валентина Готовцева, Леонид Борткевич, Валерий Сёмин, Надежда Бабкина, Надежда Кадышева, Марина Девятова и другие.